# タシュ (戦車)
44Mタシュ重戦車(44M Tas nehéz harckocsi）は、第二次世界大戦中にハンガリーで開発された戦車である。
“タシュ(Tas)”とは、9世紀に現在のブダペストのある地域に移住し、現在に連なるハンガリーの基礎を築いたとされる、マジャル人の7つの有力部族のうちの一つの族長の名である。

## 開発
1943年春、ブダペシュトのヴァイス・マンフレート社は、ソ連のT-34などに対抗し得る新型戦車の開発をスタートさせた。
新型戦車は長砲身の75mm戦車砲を搭載、避弾経始に優れたデザインを持ち、最大120mmの装甲を溶接で組み上げるというものだった。重量は38トンと見積もられた。これはドイツのV号戦車パンターよりも軽量だが、75mm砲搭載の戦車は、ハンガリーでは重戦車に分類された。
エンジンは一時、T-34のV-12エンジンの使用も検討されたが、結局、トゥラーン戦車にも使われたヴァイス・マンフレート製V-8Hエンジンを2基搭載することとなった。走行装置は前方に起動輪、後方に誘導輪を持つオーソドックスなもので、転輪は中径の主転輪が片側6輪、小径の上部支持輪が片側5輪となっている。主砲は試作車では国産の43年型（43M）だったが、量産車ではドイツの7.5 cm KwK 42が搭載される予定だった。車体、砲塔共に傾斜した装甲をもち、防盾は半円形断面のもので、全体のデザインはパンターに酷似したものとなっている。
しかし、1944年7月27日、ヴァイス・マンフレート社は米軍機による爆撃を受け、製作中のタシュ試作車台も破壊されてしまい、計画は放棄された。

## 派生型
タシュ駆逐戦車 (44M Tas Rohamlöveg)
タシュの車体を利用した駆逐戦車型あるいは突撃砲型と考えられている/考えられていた車両。1980年代にハンガリーの歴史研究者であるパル・コルブリが、試作されていたタシュの車台が2両分あったという史料を発見したことから、片方は戦車型で、もう片方は駆逐戦車型として計画されていたのではと考え、想像図のスケッチを発表した。この車両の計画の存在についてその後議論されていたが、2000年代に発見された新資料で、2台の試作車のうち1両は軟鉄製、2両目は鋼鉄製の装甲板で製作されていたという情報が見つかり、少なくともこれらの試作車は2両とも戦車型だったのではという説が現在では有力となっている。コルブリ自身も後に歴史雑誌上で、タシュの駆逐戦車型というアイデアは史料に基づいていたわけではなく、彼のオリジナルの推測に基づくものと述べている。

## 参考資料
1. ↑   Tas rohamlöveg (Fake Tank), (26 June 2017)

- Bonhard Attila, Sárhidai Gyula, Winkler László:  A Magyar Királyi Honvédség Fegyverzete, Zrínyi Katonai Kiadó, Budapest, 1992., ISBN 963 327 182 7
- Csaba Becze, Magyar Steel, STRATUS, 2006